# Saburo Kitajima

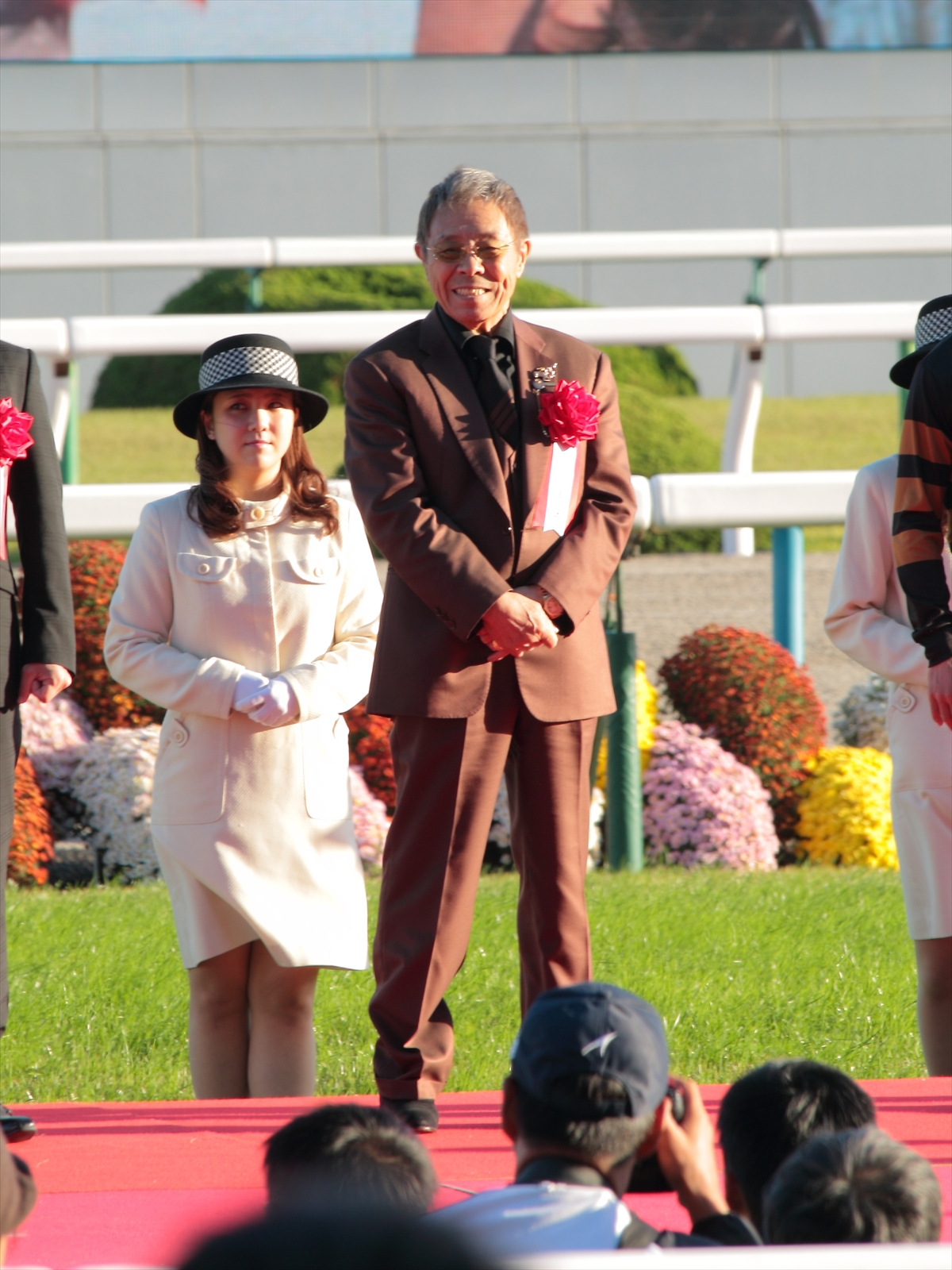
In 2015

Saburo Kitajima (北島 三郎, Kitajima Saburō ; Shiriuchi , 4 oktober 1936) is een bekende Japanse enka-zanger.
Kitajima werd geboren als Minoru Oshima (大野 穣), in een klein plaatsje op het eiland Hokkaido. Zijn vader was visser. Als gevolg van de Tweede Wereldoorlog was de familie heel arm, en Saburo Kitajima moest werken naast zijn studie.
Toen hij bijna klaar was met de middelbare school besloot Kitajima dat hij zanger wilde worden. Zijn eerste single, Bunkacha-Bushi, kwam uit in 1962.
Saburo Kitajima heeft vele beroemde nummers gezongen, onder andere Kita no Sakaba en Yosaku. Hij is een erg populaire Enka-zanger. Hij verschijnt regelmatig in Kouhaku Uta Gassen, een televisieprogramma aan het eind van het jaar, waarin veel bekende Japanse zangers optreden.
Hoewel Enka als genre bij de jongere generatie minder populair wordt, is Kitajima nog steeds zeer beroemd in Japan. Hij geeft ook veel concerten in het buitenland, en draagt veel bij aan de Japanse muziekcultuur.
Naast zijn zangcarrière speelt Kitajima ook in de televisieserie Abarembo Shogun, waarin hij de rol van Tatsugorō speelt. Hij zong ook de titelmelodie van deze serie, die wel 25 jaar gelopen heeft.
- CiNii: DA1978887X
- International Standard Name Identifier: 0000 0003 7301 2427
- MusicBrainz: 4010c1c5-ec84-4604-9142-5048ef6c96c7
- Bibliotheek van het Japanse parlement: 00032567
- Virtual International Authority File: 258643820